# OmniPage
OmniPage è un software commerciale di tipo OCR per il riconoscimento automatico del testo a partire da una immagine digitalizzata. Il programma era realizzato e distribuito inizialmente da Caere Corporation, poi da Scansoft, poi divenuta Nuance Communications, e infine da Kofax. Il software, in produzione dalla fine degli anni '80, è arrivato alla diciannovesima versione.

## Utilizzo
La funzionalità principale di questo software consiste nella conversione di immagini e testi in formato non modificabile elettronicamente (come per esempio scansioni di testo su carta, riproduzioni fotografiche, testi in formato PDF) in documenti elettronici editabili e modificabili con i principali strumenti di elaborazione, come Microsoft Word ed Excel, oppure in documenti HTML per la pubblicazione su web.
Il software è compatibile con i dispositivi di scansione tipo TWAIN e di tipo WIA, coprendo quindi la quasi totalità degli scanner e dei dispositivi multi-funzione in commercio e viene spesso fornito in bundle con molti modelli dei produttori principali.
In termini di riconoscimento automatico del testo, il software supporta circa 120 linguaggi differenti.
Il software viene commercializzato in due versioni distinte, una di tipo professionale, orientata principalmente all'uso industriale o professionale di alto livello, corredata di una serie di funzionalità aggiuntive avanzate tra i quali un software di conversione vocale per la produzione di audio-libri, e una versione di base, orientata per l'uso personale. Inoltre viene prodotto in versioni multipiattaforma (varie versioni dei sistemi operativi Windows e macOS).
In termini di diffusione di mercato, OmniPage è tra i primi tre software OCR più diffusi al mondo (il più venduto al mondo, secondo il produttore), insieme a Readiris e ABBYY FineReader e viene impiegato come strumento ufficiale da molte industrie ed enti, tra i quali l'FBI.